# Vargtjärnen, Västerbotten
Vargtjärnen är en sjö i Skellefteå kommun i Västerbotten och ingår i Rickleåns huvudavrinningsområde. Sjön har en area på 0,0681 kvadratkilometer och ligger 200 meter över havet.

## Delavrinningsområde
Vargtjärnen ingår i det delavrinningsområde (714902-172177) som SMHI kallar för Utloppet av Vargtjärnen. Medelhöjden är 208 meter över havet och ytan är 0,35 kvadratkilometer. Det finns inga avrinningsområden uppströms utan avrinningsområdet är högsta punkten. Vattendraget som avvattnar avrinningsområdet har biflödesordning 2, vilket innebär att vattnet flödar genom totalt 2 vattendrag innan det når havet efter 53 kilometer. Avrinningsområdet består mestadels av skog (54 procent). Avrinningsområdet har 0,07 kvadratkilometer vattenytor vilket ger det en sjöprocent på 19,8 procent.